# Кечеджі Олександр Ігорович
Кечеджі́ Олекса́ндр І́горович (4 листопада 1989, Старий Крим, Донецька область, УРСР) — український футболіст, нападник. Останній клуб — «Іллічівець».

## Біографія

### Клубна кар'єра
У ДЮФЛ виступав за ДЮФА ВАТ ЕМЗ та СДЮШОР «Космос» (Запоріжжя). У 2005 рокові перейшов у маріупольський «Іллічівець». У Прем'єр-лізі дебютував 2 травня 2009 року у матчі проти одеського «Чорноморця» (3:2).

### Кар'єра у збірній
Зіграв один матч 19 листопада 2004 року за юнацьку збірну України для гравців до 17 років проти Білорусі.

## Статистика
| Сезон   | Клуб         | Ліга         | Чемпіонат | Чемпіонат | Кубок | Кубок | Дубль | Дубль |
| Сезон   | Клуб         | Ліга         | Ігри      | Голи      | Ігри  | Голи  | Ігри  | Голи  |
| ------- | ------------ | ------------ | --------- | --------- | ----- | ----- | ----- | ----- |
| 2004/05 | Іллічівець-2 | Друга ліга   | 1         | 0         | —     | —     | —     | —     |
| 2004/05 | Іллічівець   | Вища ліга    | 0         | 0         | 0     | 0     | 1     | 0     |
| 2005/06 | Іллічівець-2 | Друга ліга   | 7         | 1         | —     | —     | —     | —     |
| 2005/06 | Іллічівець   | Вища ліга    | 0         | 0         | 0     | 0     | 4     | 0     |
| 2006/07 | Іллічівець-2 | Друга ліга   | 22        | 2         | —     | —     | —     | —     |
| 2006/07 | Іллічівець   | Вища ліга    | 0         | 0         | 0     | 0     | 24    | 3     |
| 2007/08 | Іллічівець-2 | Друга ліга   | 19        | 0         | —     | —     | —     | —     |
| 2008/09 | Іллічівець-2 | Друга ліга   | 20        | 2         | —     | —     | —     | —     |
| 2008/09 | Іллічівець   | Прем'єр-ліга | 4         | 0         | 0     | 0     | 8     | 2     |
| 2009/10 | Іллічівець   | Прем'єр-ліга | 0         | 0         | 0     | 0     | 4     | 0     |